# Most čez Eurymedon
Most čez Eurymedon je bil poznorimski most čez reko Eurymedon (sodobna Köprüçay), blizu Aspendosa, v Pamfiliji v južni Anatoliji. Temelji in drugi kamniti bloki (spolia) rimske strukture so Seldžuki uporabili za izgradnjo nadomestnega mostu v 13. stoletju, Köprüpazar Köprüsü, ki stoji še danes. Za most je značilen precejšen premik vzdolž osi, opazen je pogled na njegove antične stebre.

## Rimski most

### Konstrukcija
Prvotna oblika in gradnja iz rimskega obdobja sta bili digitalno rekonstruirana na podlagi obstoječih ostankov antične strukture: ramp, nasipov in temeljev opornikov. Na obeh bregovih je razpršenih več kosov prvotnega mostu, ki se med rekonstrukcijo niso uporabili.
Prvotno je bil most dolg 259,50 m in širok 9,44 m ter imel devet polkrožnih lokov. Prečkal je reko pod osnovnim kotom 90 stopinj, čeprav se je na enem koncu malo nagnil. Dve dostopni rampi zagotavljata podatke o celotni višini konstrukcije, naklon na vsakem koncu pa je podoben (12,3% in 12,2%). Središče mosta je bilo približno 4,1 m višje od kasnejše seldžuške strukture.
Srednji del je stala na šestih lokih, na obeh straneh pa so bili manjši oboki (en na desni in dva na levi), ki so služili kot prelivnice v primeru poplavljanja reke. Pri svoji normalni ravni je reka tekla med tremi osrednjimi loki, omejenimi z dvokomponentnimi ojačitvami zidov, nameščenimi na dveh zunanjih stebrih in namenjenih preprečevanju spodkopavanja reke. Te zidane strukture so bile - po arheološkem zapisu - znatno višje na zgornjem toku (8,15 m) kot na spodnjem toku (4,76 m). Poleg tega so bile na stebrih dodane klinasta prečna vodila, čeprav tega ne kažejo vsi stebri na vseh straneh. Čisti razponi treh osrednjih lokov so bili 23,52 m za osrednji lok in 14,95 m za oba bočna loka, medtem ko sta dva opornika, ki sta podpirala osrednji lok, izmerjena pri 9,60 m.
Vrzeli na desni strani konstrukcije razkrivajo metodo konstrukcije votle komore na mostu, ki je značilna za več rimskih mostov v Mali Aziji, npr. most čez reko Aesepus (danes Gönen Çayı) v Turčiji. Veliko višino starodavne strukture nadalje navaja odkritje 1,5 m dolgih železnih navojnih palic, ki so bile vezane s kavlji in zankami, ki so bile uporabljene za okrepitev zidanja v temeljih mostu. Glavno telo mostu je bilo zgrajeno z betonom, ki je ohranjen v vsaj enem seldžuškem oporniku kot temelj. 

### Datacija
Natančen datum gradnje mostu je negotov. Datum izgradnje je tesno povezan z akvaduktom v  Aspendosu, katerega deli so bili ponovno uporabljeni v mostu. V zunanji lupini samega mostu je bilo ponovno uporabljenih 250 cevastih kamnov iz akvaduktovega glavnega tlaka. Ker je bilo znano, da je akvadukt deloval vse do 4. stoletja našega stoletja, to zagotavlja zaključek  gradnje mostu čez Eurymedon, čeprav je še vedno mogoče, da je na tej lokaciji že obstajal zgodnejši most. Ta most je bil verjetno uničen v velikem potresu maja 363, ki je uničil tudi akvadukt, s čimer je razložena uporaba njegovih kamnitih delov pri obnovi mostu. 

## Seldžuški most
V začetku 13. stoletja je seldžuški sultan Kejkubad I.  (1219-1237) zgradil nov most nad ostanki poznoantične strukture, ki je propadla, verjetno tudi zaradi potresa. Graditelji so tesno spremljali potek rimskih ostankov, tudi na odsekih, kjer so bili oporniki delno premaknjeni navzdol od prvotnega položaja. Rezultat je, da ima seldžuški most precej oster premik. Ta cikcak potek, ki ga sestavljata dve zaporedne, 90-stopinjski krivini, v kombinaciji s koničastimi loki, daje mostu videz seldžuškega obdobja oblikovanja, ki se precej razlikuje od rimskega predhodnika.
Seldžuški most je prav tako precej manjši, kar je omogočilo polno uporabo rimskih ostankov. Tako je na primer zmanjšana širina na skoraj polovico izvirnika omogočila integracijo pol ohranjenih starih opornikov. Srednjeveški oboki so tudi 4,1 m nižje od rimskih, dolžina mostu se je skrajšala, tako da se je začela nova mostna rampa na mestu, kjer je rimska struktura že dosegla svojo končno višino.
Most je večinoma zgrajen iz kamnitih blokov, medtem ko so bili deli antične strukture ponovno uporabljeni, vključno s kamni iz akvadukta, ki so bili vgrajeni v novo rampo. Obnovitvena dela v poznih 1990-ih v ruševinskem delu mostu so razkrila tudi napise v grščini in arabščini. 